# リンコヤ・ジャクソン
リンコヤ・ジャクソン（Lyncoya Jackson, 1810年代 - 1928年7月1日）、またはリンコヤー（Lincoyer）は、アメリカ合衆国大統領のアンドリュー・ジャクソンとその妻のレイチェル・ジャクソンの養子として育てられたクリーク・インディアンの子どもである。クリーク族（マスコギー/レッドスティック）の両親のもとに生まれた彼は、クリーク戦争中のタラスハッチーの戦い後に孤児となった。リンコヤは村の生存者の女性たちが重傷を負っていたために世話を拒まれたため、ジャクソンのもとへと連れてこられた。ジャクソンはこの孤児を憐れみ、おそらくジャクソン自身が孤児であった過去があったため、その子に対して「並々ならぬ同情」を感じたと手紙の中で書いている。ジャクソンは彼を、幸運が運んできた蛮人と呼んだ。ジャクソンは彼を保護することを決め、軍を指揮するあいだは育児を任せるために妻のもとへ送った。
リンコヤは1813年にジャクソンの邸宅であるザ・ハーミテージへ連れられた。彼はアンドリュー・ジャクソンの1人目の養子であるアンドリュー・ジャクソン・ジュニアと共に教育を受けており、ジャクソンは彼をウェスト・ポイントの陸軍士官学校に進学させようと考えていた。しかしながら彼は馬具職人の見習いとなり、1828年に結核で亡くなるまでザ・ハーミテージに滞在した。死亡時の彼は16歳であった。